# وابورباکتام
وابورباکتام(به انگلیسی: Vaborbactam) (INN) یک مهار کننده بتا-لاکتاماز غیر بتا- لاکتامی است. اگرچه به خودی خود به عنوان یک آنتی بیوتیک مؤثر نیست، اما با مهار آنزیم‌های بتا-لاکتاماز، قدرت آنتی بیوتیک را بازیابی می‌کند. با ترکیب این ماده با آنتی بیوتیک مناسب می‌توان از آن برای درمان عفونت‌های باکتریایی گرم منفی استفاده کرد.